# Michael Rackl

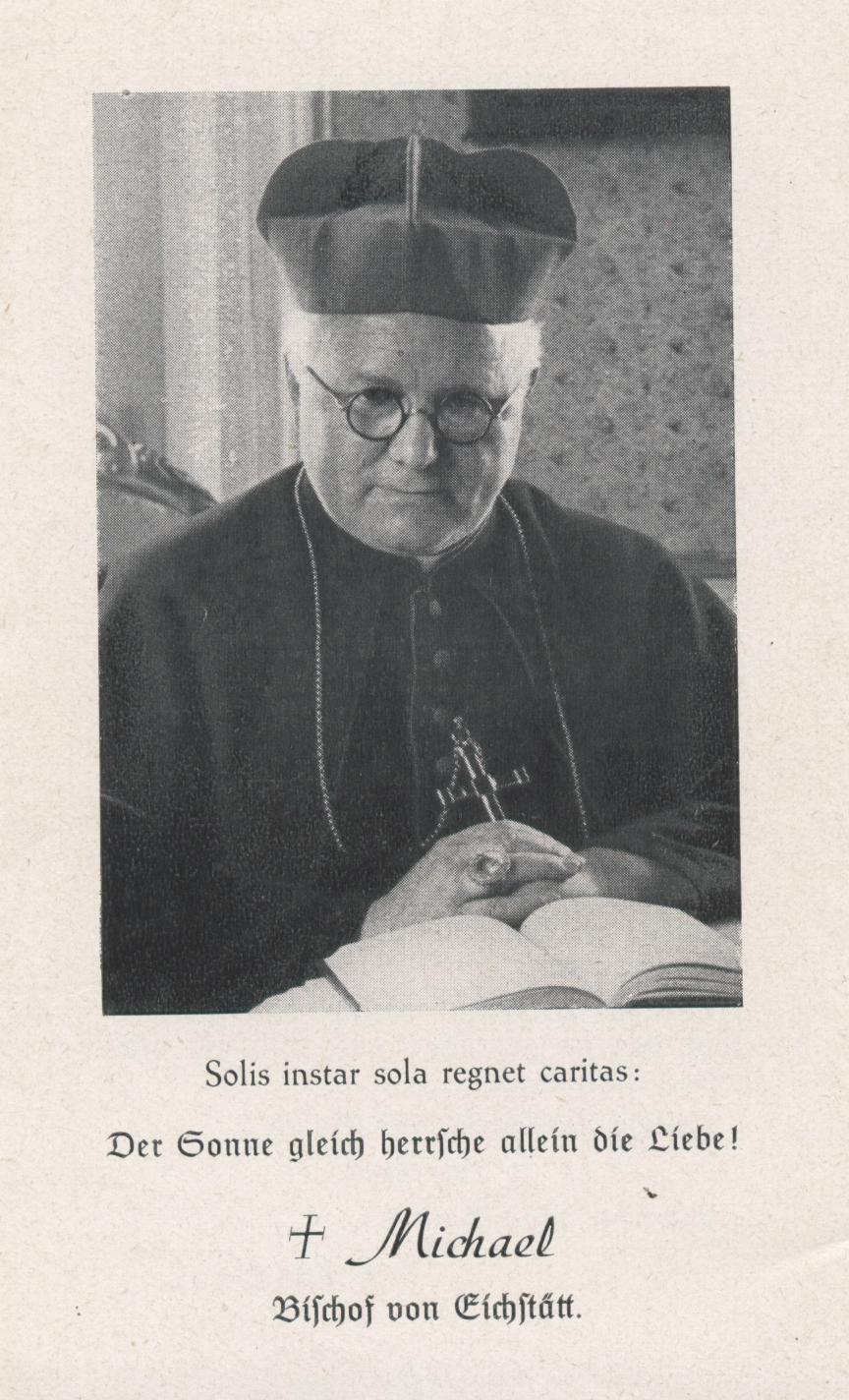
Bischof Michael Rackl von Eichstätt, 1936

Michael Rackl (* 31. Oktober 1883 in Rittershof  bei Pölling; † 5. Mai 1948 in Eichstätt) war ein deutscher katholischer Dogmatiker. Von 1935 bis zu seinem Tod war er Bischof von Eichstätt.

## Leben und Wirken
Nach dem Besuch des Gymnasiums in Eichstätt studierte Michael Rackl am dortigen Lyzeum Theologie. Seine Weihe zum Priester empfing er am 29. Juni 1909 und trat im Anschluss eine Stelle als Kaplan in Gungolding bei Eichstätt an. 1911 promovierte er an der Universität Freiburg.
An der Philosophisch-Theologischen Hochschule in Eichstätt hatte er von 1913 bis 1935 den Lehrstuhl für Dogmatik inne. Von 1925 bis 1935 lehrte er zugleich das Fach Aszetik. Vom 29. Juni 1924 bis 3. September 1935 war Rackl Regens des Eichstätter Priesterseminars und Rektor der Hochschule.
Im November 1933 unterzeichnete er das Bekenntnis der deutschen Professoren zu Adolf Hitler.
Nach der Erhebung des Eichstätter Bischofs Konrad Graf von Preysing zum Bischof von Berlin ernannte Papst Pius XI. Rackl am 4. November 1935 zu dessen Nachfolger. Die Bischofsweihe spendete ihm am 21. Dezember 1935 sein Amtsvorgänger, Konrad Graf von Preysing.
Michael Rackl trat in seiner Bischofszeit als Kritiker der Nationalsozialisten auf. Im Jahr 1936 sagte er im Zusammenhang mit der Schulpolitik: „Wir stehen mitten im Kulturkampf drinnen und zwar in einem Kulturkampf, dem gegenüber der Kulturkampf der 70er Jahre des vorigen Jahrhunderts ein Kinderspiel gewesen ist. Versuche des Nationalsozialismus, die Religion aus dem öffentlichen Leben zu drängen, Aushöhlung der katholischen Organisationen. Auch Regierungen haben sich an das göttliche Sittengesetz zu halten.“ Im weiteren Verlauf der Rede sprach er die Abschaffung der Bekenntnisschule an und erwähnte die Auseinandersetzung mit der deutschen Glaubensbewegung. Rackl beschrieb den christlichen Glauben als unvereinbar mit der nationalsozialistischen Ideologie. Er hat auch eine politisch motivierte Ausweisung des Dompfarrers Johann Kraus verhindert. Während des Zweiten Weltkrieges war Rackl nach Einschätzung des Historikers Bernd Heim zurückhaltender mit Äußerungen zu Partei und Staat. Den Russlandfeldzug bezeichnete er in einem Hirtenwort als „einen Kreuzzug, einen heiligen Krieg für Heimat und Volk, für Glauben und Kirche, für Christus und sein hoch heiliges Kreuz“. Rackl war erfolgreich bemüht, die 1939 geplante Schließung des der Philosophisch-Theologischen Hochschule Eichstätt zu verhindern.
Zum Kriegsende nahm er litauische Theologiestudenten, die vor der Roten Armee geflohen waren, im Bistum auf. Er sorgte sich nach dem Krieg um die Integration der Heimatvertriebenen und beschäftigte eine hohe Zahl vertriebener Priester in der Diözese.
Während er zur Zeit des Nationalsozialismus eine kritische Haltung gegenüber dem Regime einnahm, hat er nach dem Krieg im Zuge der Entnazifizierung dermaßen großzügig Entlastungsbescheinigungen ausgestellt, dass diese an Glaubwürdigkeit verloren.
Seit 1947 war er Ehrenmitglied der katholischen Studentenverbindung KDStV Aureata Eichstätt im CV.